# اشمولن
شهر اشمولن (به آلمانی: Schmölln) در ایالت تورینگن در کشور آلمان واقع شده‌است.